# Uftjuga (Suhona)
Uftjuga (rus. Уфтюга) je rijeka u Ustjanskom rajonu Arhangelske oblasti i Tarnogskom i Njuksenskom rajonu Vologodske oblasti u Rusiji. Lijevi je pritok Suhone. Duga je 134 km, s površinm porječja od 2360 km2. Glavni pritoci Uftjuge su Sulonga (desno) i Porša (lijevo).
Izvor Uftjuge nalazi se sjeverno od željezničke stanice Sulanda na željezničkoj pruzi koja povezuje Konošu i Kotlas, u Arhangelskoj oblasti. Rijeka teče u smjeru istoka. U selu i željezničkoj stanici Uftjuga skreće prema jugu i ulazi u Vologodsku oblast. Još južnije, otprilike 5 km čini granicu između Tarnogskog i Njuksenskog rajona, prihvaća Sulongu s desne strane i ulazi u Njuksenski rajon. Uzvodno od sela Zadnjaja, Uftjuga teče kroz šume (tajgu), nizvodno od ovog sela teče uglavnom kroz polja. Ušće Uftjuge je u selu Berjozovaja Slobodka, nekoliko kilometara uzvodno od sela Njuksenica.